# Manchester Open 1974 - Doppio
Il doppio del torneo di tennis Manchester Open 1974, facente parte della categoria Grand Prix, ha avuto come vincitori Syd Ball e Bob Giltinan che hanno battuto in finale W Perkins e Pancho Walthall con il punteggio di 6–2 6–3

## Tabellone

### Legenda
| - Q = Qualificato - WC = Wild card - LL = Lucky loser | - ALT = Alternate - SE = Special Exempt - PR = Protected Ranking | - w/o = Walkover - r = Ritirato - d = Squalificato |

|  | Primo turno                  | Primo turno                  | Primo turno                  | Primo turno | Primo turno |  |  | Ultimo turno              | Ultimo turno              | Ultimo turno              | Ultimo turno | Ultimo turno |  |
|  |                              |                              |                              |             |             |  |  |                           |                           |                           |              |              |  |
|  | Syd Ball Bob Giltinan        | Syd Ball Bob Giltinan        | Syd Ball Bob Giltinan        | 6           | 6           |  |  |                           |                           |                           |              |              |  |
|  | Ray Keldie Rayno Seegers     | Ray Keldie Rayno Seegers     | Ray Keldie Rayno Seegers     | 2           | 3           |  |  | Syd Ball Bob Giltinan     | Syd Ball Bob Giltinan     | Syd Ball Bob Giltinan     | 6            | 6            |  |
|  | W Perkins Pancho Walthall    | W Perkins Pancho Walthall    | W Perkins Pancho Walthall    | 8           | 11          |  |  | W Perkins Pancho Walthall | W Perkins Pancho Walthall | W Perkins Pancho Walthall | 2            | 3            |  |
|  | Norman Holmes Larry Turville | Norman Holmes Larry Turville | Norman Holmes Larry Turville | 6           | 9           |  |  |                           |                           |                           |              |              |  |